# Guillaume Perret
Pour l’article homonyme, voir Guillaume Perret (photographe).
Guillaume Perret est un saxophoniste, compositeur et arrangeur de jazz  français, né le 21 juin 1980 à Annecy,.

## Biographie
Détenteur de prix de conservatoire en musique classique et en jazz, avec les félicitations ainsi que d’un diplôme d’État Jazz et musiques actuelles.
En 2012, il envoie l'enregistrement de son premier album avec The Electric Epic au saxophoniste et producteur John Zorn, qui apprécie beaucoup l'album et décide de le sortir sur son label, Tzadik.

## Discographie

### Guillaume Perret
- 2016 : Free
- 2018 : 16 Levers de Soleil
- 2020 : A Certain Trip

### Guillaume Perret & The Electric Epic
- 2012 : Guillaume Perret & The Electric Epic (Tzadik)
- 2013 :  Doors EP
- 2014 : Open Me (Kakoum! Records)

### Collaborations
- Karim Ziad  (2012)
- Francis Lockwood (Ax Music 2012)
- Alex Stuart « Around» (autoprod 2011)
- Anne Ducros « Ella my Dear» (Plus Loin 2010)
- Loïc Pontieux « Le Voyage d’une Plume » (autoprod 2010)
- dr(dr)one « alphatron» (Licence Creative Commons 2009)
- No Square « Le Pendu »  (Altruisioni 2008)
- Colifichets « Ghost » (autoprod 2008)
- Grégory Privat « Trio K » (autoprod 2008)
- Pascal Alba « Free Electrons » (autoprod 2007)
- Ixis (autoprod 2007)
- Le Bocal « Ego» (Bee Jazz, Abeille Music 2006)
- Lindemann 6TET « Friends » (Unit Records 2006)
- Papa’sRojas (autoprod 2006)
- Yoanna « La Maladie » (La Bobine 2006)
- Stefan Patry « Organic 3 » (Night & Day /Black & Blue 2005)
- No Square  « Studio & Live » (Altruisioni 2005)
- Mendays « Instant Caméléon » (autoprod 2005)
- Push « Accusé à Tort » (Believe 2005)
- Pavel Pesta « Easy Time » (Plainisphare 2005)
- Alain Kawsak Unit « La Plannée » (autoprod 2005)
- Subtone Trio « Featuring » (Imago Records 2004)
- Herbalist « Herbalism » (Botanic Music 2004)
- Colifichets « Sgarage » (autoprod 2004)
- Néo « Jazz in da House » (autoprod 2004)
- Bitzius (Altruisioni 2004)
- Le Bocal «Oh no ! Just Another Frank Zappa Mémorial Barbecue » (Harmonia Mundi 2003)
- Dr Sound « Shadows of Reflexion » (Basis 2-4 Records 2003)
- Marxis «the mason’s ballad » (Unit Records 2003)
- Colifichets « Quatre Colifichets » (autoprod 2003)
- Batambo (autoprod 2003)
- Le Bocal « collectif etc. » (Le Chant du Monde 2002)